# Concertación
A Concertación de Partidos por la Democracia (em português:  Coalizão de Partidos pela Democracia, conhecida popularmente como Concertación ou Concertación Democrática) foi uma coalizão eleitoral de partidos políticos chilenos de centro-esquerda onde confluem social-democratas e democratas-cristãos. É formada por quatro partidos políticos principais: Partido Demócrata Cristiano (PDC); Partido por la Democracia (PPD); Partido Radical Social Demócrata (PRSD) e Partido Socialista (PS).
Seu nome original era Concertación de Partidos por el No (em português:  Coalizão de Partidos pelo Não), para se opor ao plebiscito presidencial convocado pelo governo de Augusto Pinochet, com a intenção de perdurar sua permanência no cargo. Com a vitória da Concertación sobre a ditadura, Pinochet convocou eleições para um novo presidente e Congresso Nacional. A coalizão manteve disciplina interna, apresentando um único candidato às eleições de então, o líder demócrata-cristão Patricio Aylwin. 
A Concertación permaneceu na presidência do Chile de 1990 a 2010, quando houve a eleição de Sebastián Piñera, da direita chilena. Além de Aylwin, haviam sido eleitos pela coalizão todos os presidentes chilenos desde a redemocratização Eduardo Frei Ruiz-Tagle, Ricardo Lagos e Michelle Bachelet.
Atualmente a Coalizão se considera extinguida desde o ano 2010, com a eleição de Sebastian Piñera, como presidente.
Depois de 2010, se formou uma nova coalizão ,que foi a sucessora da Concertação: a Nueva Mayoria (Nova Maioria), que nesta ocasião, incluiu partidos da esquerda, como o Partido Comunista de Chile, a Izquierda Ciudadana, e o Movimiento Amplio Social, além dos partidos de centro-esquerda que foram parte da Concertação. A nova maioria foi a coalizão que governou Chile entre os anos 2014 e 2018, e atualmente a coalizão já não existe.